# エビノコバン
エビノコバン Tachea chinensis Thielemann 1910 は、淡水産の等脚類の1つ。スジエビなどエビ類の外部寄生虫である。

## 特徴
体長10mm程度の動物で、体幅はその約半分程度。概形としては卵長円形をしている。全体に淡黄色で体表には無数の黒い斑点がある。頭部は小さくて三角形をしており、額角の両側に小さな板状の突起がある。7節ある胸部の体節は何れもほぼ同じ長さで、第1節の正中線の両側には2個の顆粒が横に並び、第6節では正中線の両側に1対、後の縁の両側端近くに1対の板状隆起がある。胸部体節の両端にある側板は第2、第3節では四角形で、それ以降の節では後の端が伸びた形になっている。腹部の第1節の全部、それに第2節の両端部分は胸部体節の下に隠れる。また第4節の両端の側板は後ろ向きに湾曲して第5節を囲む形を取る。腹尾節は半円形をしており、後の縁には細かい毛と8つの短い刺がある。
第1触角は短くて小さく、柄の部分は2節からなり、第1柄節は広がって頭部の前の縁から突き出す。この第1柄節の拡張していることはエビノコバン属の形態的に重要な特徴の1つとされている。鞭状部は7節前後からなる。第2触角は柄の部分が5節、鞭状部が16節前後になっている。顎脚は5節。胸肢の指節は鉤状に曲がっている。胸肢のうちの第1～第3肢は短く、その長節から坐節は腹側に疣状隆起が若干数ある。それ以降の胸肢は次第に長くなり、腹部側の縁に強い刺がある。腹肢はその縁の剛毛が短く小さい。尾肢は原節の内側が細く伸びており、内肢は三角形の板状で、外肢は細く短くて紡錘形をしており、それら共に短い毛と刺を備えている。

## 分布
日本では東北地方から沖縄島までに知られ、国外では中国東部、ベトナム、タイ、マレーシアからの報告がある。日本は本種の分布域の東北端にあり、青森県津軽半島の湖沼群が分布北限とされている。
淡水域のエビ類に寄生するものであるが、汽水域まで見られる。当然エビの体の上に見られるのであるが、成体はエビを離れて底生生活をすることが分かっており、水底の枯れた植物体や転石の下などに見出される。

## 習性など

### 生活史
本種を含むニセウオノエ科の動物についての生態的研究は乏しいとされる中、本種については琵琶湖においてその生活史の概観が分かる研究が行われており、それに基づいて説明する。
宿主である各種のエビの調査では、琵琶湖においては7～8月頃に宿主の体上に本種が見られなくなる時期があり、それを過ぎると小型の本種が多数出現するようになる。この時期に出現する体長1.5～2.5mmのものは第7胸脚がなく、これは等脚類に広く見られるマンカ幼生と判断された。マンカ幼生は少なくとも2期あり、見られる期間は9月までで、そこからも宿主の体上で成長を続ける。ただしそこで見られるのは6mm程度のものまでであった。他方、成体は底生生活するとの情報からヨシの枯れ枝を籠に入れたトラップを仕掛けると、7～9月に6～13mmと一回り大きい個体が採集され、それらは育房が発達してその中に卵や幼生を抱えた雌、ペニスの発達した雄などが見られた。そこから、年を越してある程度成長した個体は宿主を離れて底生生活に入り、そこで繁殖が行われ、幼生が生まれるものと考えられる。生まれた幼生はプランクトンネットでは採集されず、また時期的にも宿主体上に幼生が出現する時期が早いこともあり、おそらくすぐに宿主上に移動するものと考えられる。

### 寄生性
本種は上述のように淡水性のエビ類に外部寄生するものである。ただし宿主体上に固着する、といったものではなく、宿主エビ類に刺激を与えただけで自分から宿主を離れて活発に遊泳することが知られている。元々ニセウオノエ科のものは詳しい研究はなされていなかったものの、その発見の状況や口器や付属枝の構造などから一時寄生、あるいは捕食性であるとの判断があり、本種もそう考えられてきた面があるが、琵琶湖での生活史の研究からは宿主を乗り換えることも多くあるようではあるが、幼生がすぐに宿主体上に張り付くらしいこと、脱皮の宿主体上で行うことなどが確認され、むしろ強い寄生性を持つ外部寄生者であると見るべき、との判断を著者は下している。
宿主の範囲としては日本ではテナガエビ科のスジエビ Palaemon paucidens および同属の種、ヒラテテナガエビ Macrobrachium iaponicum 、ヌマエビ科のヌカエビ Paratya improvisa 、ヌマエビ P. compressa 、ツノナガヌマエビ Cardina grandirostris 、ミゾレヌマエビ C. leucosticta 、トゲナシヌマエビ C. typus 、カワリヌマエビ属の複数種 Neocardina spp. があげられている。しかしこれらの宿主となるエビならどれでもいいわけではなく、主たる宿主対象はスジエビであるようである。琵琶湖の調査では宿主エビ毎の寄生率を調べており、カワリヌマエビ属では12.2％、ヌカエビで5.5％に対してスジエビでは24.4％であった。さらにカワリヌマエビ属に寄生しているものでは成熟に近い体長6mmになるものがおらず、スジエビの上では大きいものが発見されることから、小型であるカワリヌマエビは宿主として利用可能ではあるものの、成熟に至るには小さすぎるのではないかと考えられるとし、カワリヌマエビを宿主とする個体はどこかの段階でスジエビに乗り換えるのだろうと推測している。またマンカ幼生が体の大きい宿主エビに食われる事例が知られていることから、本種の要請の段階ではカワリヌマエビのような小型の宿主は危険が少ない攻撃対象となるかもしれないとも述べている。なお長澤、藤本(2021)は採集した本種個体を水槽の中でテナガエビ Macrobrachium nipponense に寄生させることに成功しており、野外でこのエビを宿主としないことについて様々に推察しているが、現時点では分かっていない。
寄生の方法としては、その部位は決まっており、宿主エビの頭胸甲の後端近くの側面で、頭部を頭胸甲と腹部の第1節の間に向ける。その際に胸脚で宿主の頭胸甲に穴を開けるとも言われる。琵琶湖での調査では宿主エビの頭胸甲の左右いずれかに1個体の本種が寄生しているのがほとんどだが、左右に1個体ずつ、合わせて2頭に同時に寄生されている例もあったという。スジエビの養殖場で本種が発生した事例では寄生部位には頭胸甲だけでなく腹部の側面も見られ、やはりエビ1個体に本種1個体の例が多かったものの、3個体に移動時に寄生されていた例もあったという。
なお本種の寄生による宿主への影響についてはあまり触れられていない。宿主となるエビ類も特に重要な資源と見なされていないためもあるのだろうが、通常では目立った害にはならないようである。ただしスジエビを釣り餌として養殖しているところでエビの大量死が発生し、これに本種の寄生が関与している可能性がある、との指摘がある。それによると、この大量死の原因はビブリオ属 Vibrio の細菌の感染によるものだが、この細菌がエビのいる水の中に存在するだけでは感染が成立せず、エビの体内に細菌をごく少量だけ接種することで感染が成立させられた。しかしエビが本種の寄生を受けたものであった場合には水に細菌を含ませるだけで感染、発病が起きる。おそらく本種の寄生による傷が感染の成立の大きく関わっていると考えられるという。